# Lamiae Lhabze
Lamiae Lhabze (née le 19 mai 1984 à Rabat) est une athlète marocaine, spécialiste des haies.

## Carrière
Aux Championnats d'Afrique juniors d'athlétisme 2003, elle est médaillée de bronze du 400 mètres haies.
En 2007, elle remporte aux Championnats panarabes la médaille d'or du 100 mètres haies et la médaille d'argent du 400 mètres haies, et aux Jeux panarabes la médaille d'or du 100 mètres haies et du relais 4 × 100 mètres et la médaille d'argent du relais 4 × 400 mètres.
Elle est médaillée d'argent du 400 mètres haies aux Championnats d'Afrique d'athlétisme 2008.
En 2009, elle remporte aux Jeux de la Francophonie la médaille d'argent du 400 mètres haies et la médaille de bronze du relais 4 × 400 mètres, et aux Championnats panarabes la médaille d'or du 4 × 400 mètres, la médaille d'argent du relais 4 × 100 mètres et du 400 mètres haies et la médaille d'de bronze du 100 mètres haies.
En 2011, elle remporte aux Championnats panarabes la médaille d'or des relais 4 × 100 mètres et 4 × 400 mètres et la médaille d'argent du 100 mètres haies et du 400 mètres haies, et aux Jeux panarabes la médaille d'or du 100 mètres haies et du relais 4 × 400 mètres et la médaille d'argent du 400 mètres haies.
En 2013, elle obtient aux Championnats panarabes la médaille d'or des relais 4 × 100 mètres et 4 × 400 mètres et la médaille d'argent du 400 mètres haies, aux Jeux méditerranéens la médaille d'argent du 400 mètres haies, et aux Jeux de la solidarité islamique la médaille d'or du relais 4 × 400 mètres et les médailles d'argent du relais 4 × 100 mètres et du 400 mètres haies.
Lamiae Lhabze est médaillée d'or du 400 mètres haies et médaillée de bronze du 100 mètres haies aux Championnats panarabes d'athlétisme 2015.
Elle est médaillée d'argent du 400 mètres haies aux Championnats d'Afrique d'athlétisme 2018.

## Palmarès
| Date | Compétition            | Lieu        | Résultat | Épreuve     | Temps         |
| ---- | ---------------------- | ----------- | -------- | ----------- | ------------- |
| 2008 | Championnats d'Afrique | Addis-Abeba | 3e       | 400 m haies | 56 s 07       |
| 2018 | Championnats d'Afrique | Asaba       | 2e       | 400 m haies | 56 s 66       |
| 2019 | Championnats panarabes | Le Caire    | 1re      | 100 m haies | 14 s 31       |
| 2019 | Championnats panarabes | Le Caire    | 2e       | 400 m haies | 59 s 05       |
| 2019 | Jeux africains         | Rabat       | 2e       | 400 m haies | 56 s 97       |
| 2021 | Championnats panarabes | Radès       | 1re      | 4 × 400 m   | 3 min 45 s 64 |

## Records
| Épreuve     | Performance | Lieu      | Date         |
| ----------- | ----------- | --------- | ------------ |
| 100 m haies | 13 s 78     | Khouribga | 30 mars 2013 |
| 400 m haies | 55 s 51     | Mersin    | 27 juin 2013 |